# Saint-Julien-de-Toursac
Saint-Julien-de-Toursac è un comune francese di 148 abitanti situato nel dipartimento del Cantal nella regione dell'Alvernia-Rodano-Alpi.

## Società

### Evoluzione demografica
Abitanti censiti